# Prionodesmus fulgens
Prionodesmus fulgens är en mångfotingart som beskrevs av Loomis 1959. Prionodesmus fulgens ingår i släktet Prionodesmus och familjen fingerdubbelfotingar. Inga underarter finns listade i Catalogue of Life.